# معطف الخندق

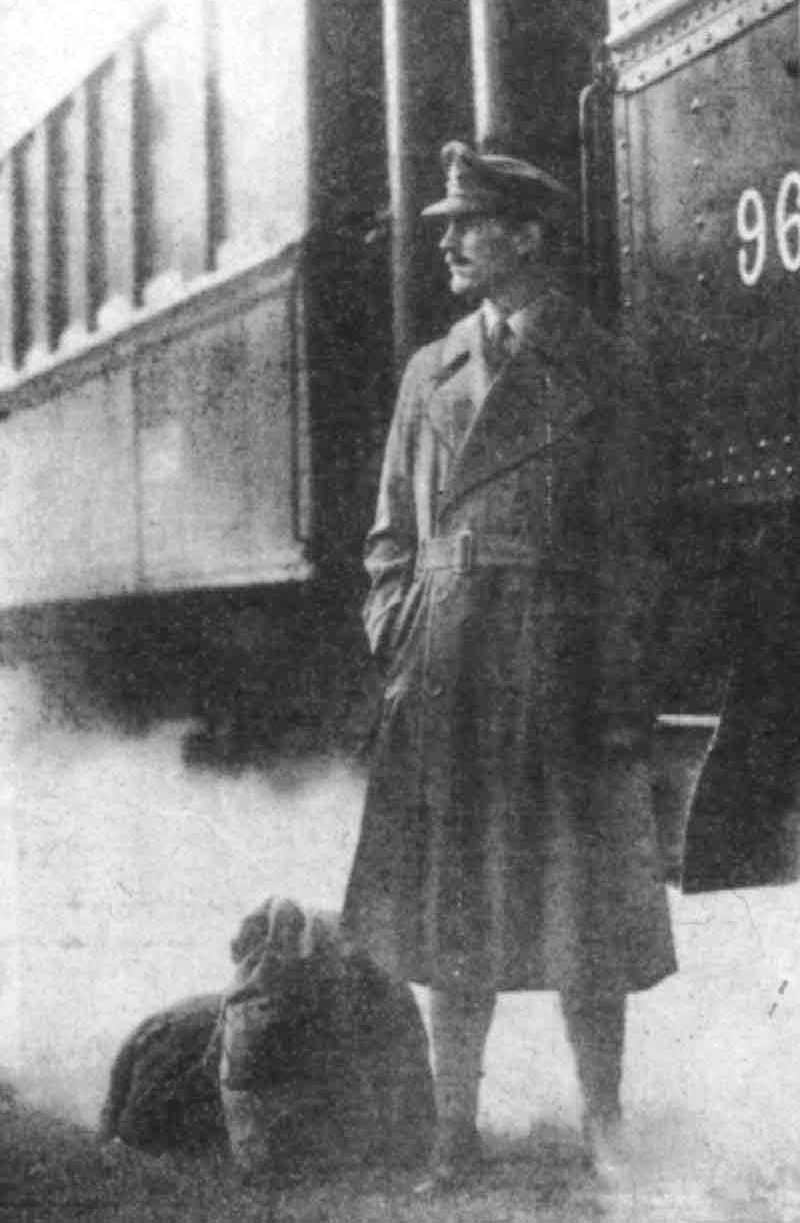
ضابط بريطاني في الحرب العالمية الأولى.

المِمطر أو المِمطر العسكري (بالإنجليزية : trench coat أو trenchcoat ) هو معطف واق من المطر والمياه يصنع من عدة مواد أولية مثل الببلين والجلد .

## التاريخ
صُنع هذا المعطف بديلًا لنوع من المعاطف يسمى The greatcoat التي لبسها في الحرب العالمية الأولى الجنود البريطانيين والفرنسيين، وأصبح هذا المعطف مختارا من الجيش البريطاني حيث كان يلبسه ضباط الجيش البريطاني و أصحاب الرتب العالية .
وفي الحرب العالمية الثانية تابع ارتداءه الضباط الإنجليز أثناء الجو العاصف، واستُعيض المعطف الطويل بسترة بالنسبة لللأمم الأخرى .